# Вешенське повстання
Вешенське повстання (Верхньодонське повстання, у радянській історіографії Вешенський заколот) (11 березня−8 червня 1919) — повстання донських козаків проти більшовицької влади, що була встановлена на землях Верхньо-Донського округу після приходу Південного фронту Красної Армії у січні−березні 1919 року.
В кінці 1918−початку 1919 року Царицинський фронт розсипався. Донська армія й багато козаків розійшлися по домівках. Частини Червоної Армії, що увійшли у Верхньо-Донський округ, як й скрізь відбирали хліб, проводили репресії. Приводом до повстання послужили численні розстріли козаків та інших, а також звичайний грабіж з боку червоноармійців. Одним з гасел повсталих було: «Ради без комуністів».

## Передісторія
Восени 1918 року донські козаки, вигнали червоних за межі Донської області, й не прагнули просуватися далі. Першою хвилею масового дезертування в листопаді 1918 року стали 200 козаків 2-го Верхньо-Донського пішого полку, що знялися з фронту й пішли у рідну Вешенську станицю, де розташовувався штаб Північного фронту на чолі з генералом Миколою Івановим. Штабні домовилися з бунтівниками, й ті, видали офіцерам 12 зачинщиків, були переозброєні й відправлені назад на фронт. По дорозі, дізнавшись про розстріл зачинщиків, бунтівні козаки вирішили йти на чужу, Калачівську ділянку фронту. Командування знехотя погодилося приєднати їх до тамтешнього 28-го кінного полку (що також складався з козаків Верхньо-Донського округу). У цей час, на початку січня 1919 року, підняли протести також козаки Казанського й Мигулинського полків. Вони також вирушили у тил, де у Калачі зіткнулися з частиною відправленого на переформування 28-го полку, до якого вже приєдналися вешенські бунтівники. Казанський й Мигулинський полки пішли по домівках, а козаки 28-го полку вирішили укласти мир з червоними й розгромити «кадетський» штаб у Вешенській станиці. Влаштували збори, де 28-й полк обрав командиром Якова Фоміна, комісаром (за аналогією з червоними частинами) — Івана Мельникова. 14 січня полк, порідівший через дезертирство чужих станичників, увійшов до Вешенської, проте й не квапився нападати на штаб. У той же день 32-й Вешенський полк також залишив фронт.
Штабні офіцери намагалися викликати каральні частини для придушення заколоту, проте з фронту, що сипався, відтягнути когось не було можливості. У ніч на 17 січня 1919 року генерали втекли зі станиці, а бунтівники оголосили на 18 число окружні збори. Думки на ньому розділилися, але в підсумку вирішили відправити до червоним переговірників для укладення миру. На наступний день занепокоєний Петро Краснов прибув у Каргинську, де намагався підняти козаків у похід на Вешенську. Отримавши відмову, він віддалився у Новочеркаськ, й своєю слабкістю тільки прискорив події. Дізнавшись про це, Фомін заарештував штаб Північного фронту, а станичники Казанської також вирішили укласти мир з червоними. Їх делегація вирушила на фронт й уклала з 112-им Богучарським полком (що теж не прагнув залишати рідну Воронізьку губернію) мирний договір з умовою не переходити на Донщину, й обіцяючи самим встановити радянську владу. 22 січня Фомін видав наказ про нову владу, без «зрадника робітничого козацтва Краснова», й також почав перемовини про мир.
24 січня 1919 року Оргбюро ЦК ВКП(б) постановило розпочати масовий терор по відношенню до козацтва. Фронт остаточно розсипався; козаки з нижнього Дону, обходячи заколотників, відступали маршем до рідних земель, стійкі частини верхньодонців йшли з ними, інші розійшлися по домівках. 30 січня Богучарський полк зайняв Казанську. Ще через кілька днів 33-й полк Московської робочої дивізії зайняв Вешенську, де Фомін практично безуспішно спробував рекрутувати козаків на боротьбу з «кадетами». У той час Григорій Сокольников, побоюючись збройних повстань, намагався відрадити радянське керівництво від масових репресій по відношенню до козаків, проте Яків Свердлов погодився з Сергієм Сирцовим, що пропонував карати всіх тих, хто воював проти червоних. 9 лютого 1919 року самопроголошеного комісару округу Фоміна було замінено Василем Калюжним з Могильова. У той же день козакам наказано було під загрозою смерті протягом доби здати всю зброю.
Округ наповнили червоні частини, що проходили на південь на фронт, що накладали на станиці багатомільйонні контрибуції. Прийшлі трибунали почали складати розстрільні списки, ухвалювати відбирати майно у «багатіїв й буржуїв». Хліб було узято під облік, будь-які гроші, крім радянських були заборонені, почалися реквізиції. До початку повстання було розстріляно до 300 козаків, з'явилися чутки про розстрільні списки у сотні козаків з кожної станиці, що вкрай збудило верхньодонців. Ревкоми та виконкоми станиць втілювали у життя рішення парою сотень червоних з числа загороджувальних загонів, робочих дружин та міліції. 6 березня 1919 року Верхньо-Донський округ було ліквідовано й замість нього утворюється Вешенський район з Казанської, Мигулинської, Вешенської, Єланської, Усть-Хоперської й Краснокутської станиць.
Йдучи за Донець, окружний отаман Захар Алфьоров залишив під'єсаулів Іллю Сафонова та Олексія Алфьорова готувати підпільну мережу для повстання, що мало допомогти майбутній атаці Донської армії через округ. Питання, наскільки це підпілля сприяло повстанню залишається дискусійним: більшість білих активістів були у числі перших розстріляні, а повстанці заперечували скільки-небудь централізований характер повстання. У той же час газети Добровольчої армії передбачили повстання й стверджували про ключову роль Алфьорова.
На початку березня 1919 року у Вешенській станиці було розкрито «підпільний осередок». Входив до неї Павло Кудінов, що спромігся переконати червоних у своїй непричетності.

## Сили сторін

### Повсталі
За даними командувача повстанням Павла Кудінова
- 1-я кінна дивізія (Каргинська, Боківська, Вешенська) — командувач — хорунжий Харлампій Васильович Єрмаков
  - 3-й кінний полк — підхорунжий П. Боков
  - 4-й кінний полк — підхорунжий Іван Платонович Рябчиков
  - 5-й кінний полк — підхорунжий Йосип Олексійович Фаддєєв, потім осавул Аліфанов
  - 6-й піший полк — вахмістр Іван Олександрович Зиков
- 2-я кінно-піша дивізія (Мигулинська) — сотник Митрофан Терентійович Меркулов
  - 1-й піший полк — хорунжий Петро Савелійович Плодов
  - 1-й кінний полк — підхорунжий Єгоров
  - 2-й кінний полк — підхорунжий Філімонов, потім вахмістр Сетраков
  - 3-й кінний полк
  - 4-й кінний полк — підхорунжий Рибніков
- 3-я дивізія (Казанська) — сотник Панас Арсентійович Єгоров
  - 1-й кінний полк — підхорунжий Башкін
  - 2-й кінний полк — підхорунжий Агафонов
  - Партизанський загін — хорунжий Д. Шумилін
- 4-я дивізія (Казанська, Вешенська, Воронезька губернія) — підхорунжий Кіндрат Єгорович Медведєв
  - Шумилинський полк — урядник Симонов
  - Дударевський (Єжовський) полк — прапорщик Іван Костянтинович Благородов
  - Колодезно-Березняговатський полк — фельдфебель Клімов, потім підхорунжий Разогреєв
- 5-я дивізія (Вешенська, Єланська, Хоперський округ)
  - 1-й Вешенський полк — прапорщик Микола Васильович Дарін
  - 2-й Єланський полк — хорунжий Іван Федорович Голіцин
  - 3-й Калинівський полк — підхорунжий Митичкин, потім підхорунжий Гришин
  - 4-й Букановський полк — сотник Бєлов
- Окрема бригада (з кінця травня — 6-я повстанська дивізія) — хорунжий Дмитро Количєв, потім сотник Богатирьов
  - 1-й Єланський полк — підхорунжий Григорій Матвійович Богатирьов
  - 2-й Вешенський «змішаний» полк — вахмістр Ванифатій Назарович Кудінов
  - Усть-Хоперська сотня (пізніше — 1-й Усть-Хоперський полк) — підхорунжий Митичкин
  - Партизанська сотня (з кінця квітня)
- Перейшли на бік повсталих частини Червоної Армії
  - 4-й Сердобський (червонопрапорний) полк (з 12 квітня) — штабс-капітан Віталій Йосипович Врановський
  - 2-й загороджувальний загін (з 12 квітня)
  - 2-я сотня Федосеївського полку (з 27 квітня)

### Експедиційні сили Червоної армії
- Експедиційна дивізія 8-ї армії (на 20 квітня) — Антонович
  - Журавська група
    - 103-й стрілецький полк
    - 104-й стрілецький полк
    - 106-й стрілецький полк
    - 107-й стрілецький полк
    - Зведений кавдивізіон
    - 2-й дивізіон 2-ї артбригади
    - 2-й загородзагін
    - 3-й загородзагін
    - Загін курсантів

  - Богучарська група
    - Правий загін
    - Лівий загін
    - Калузький ескадрон
    - 1-й загородзагони 13-ї стрілецької дивізії
    - 3-й загородзагони 12-ї стрілецької дивізії

  - Калачевська група
    - Правий загін
    - Лівий загін
    - 1-й кінний полк
    - Загін моряків
    - Пензенсько-Саратовський загін
- Експедиційна дивізія 8-ї армії (на 27 березня) — Волинський
  - 1-й Московський полк
  - 5-й полк Заамурський
  - 204-й полк Сердобський
  - 1-й загородзагін
  - 2-й загородзагін
  - 3-й загородзагін
  - 1-й Саратовський кінний полк
  - 2-й дивізіон Камишинський
  - Десять запасних рот
  - Батальйон лижників
  - 5-я кінна батарея
  - 23-я противолітна батарея

## Хід повстання
Володимир Ленін уважно слідкував за ходом операцій з придушення повстання — підкреслюючи його небезпеку й даючи вказівки як Реввоєнраді, так й командуванню Південного фронту з якнайшвидшого його ліквідації (див. Повна збірка творів, том 50, стор. 283, 289-290, 292, 314, 315-316).

## Підсумки
Донське козацтво спромоглося за підтримки частин Донської армії стримати натиск експедиційних військ. Це в значній мірі дозволило Збройним Силам Півдня Росії під командуванням генерала Антона Денікіна прорватися в межі Донської області й створивши загрозу виходу у Центральні райони Росії.
У військовому відношенні повстання являло роль відволікаючого чинника й притягло на себе частину сил Червоної Армії, що сприяло успішному наступу Донської армії.
28 травня−2 червня, враховуючи обстановку, Донське командування перейшло в наступ по всьому фронту. Захопивши ініціативу, частини Донської армії зайняли 29 травня Міллерово, 1 червня Луганськ, й, взаємодіючи з частинами Добровольчої армії, витіснили 8-у армію РСЧА — на північ, на воронезький напрямок, а 9-ї армію РСЧА — на північний схід, на балашовський напрямок, відкриваючи дорогу на Орел й Тулу.

## У мистецтві
Вешенське повстання відображено в романі Тихий Дон (книга 3), де батька головного героя Пантелея Мелехова звільняють з червоного полону повстанці, а сам Григорій Мелехов командує вешенською дивізією повстанців. Також у романі відображено перехід червоного Сердобського полку на бік повстанців.